# 鄂霍次克號列車
鄂霍次克（日语： Ohōtsuku */?）是由北海道旅客鐵道（JR北海道）營運，經函館本線、宗谷本線及石北本線往返札幌站與網走站之間的特急列車。
大雪（日语：／ Taisetsu */?）是由JR北海道營運，往返於旭川站與網走站之間的特急列車，爲鄂霍次克號的短線列車。特急大雪號已於2025年3月15日隨著時刻表改點廢除，並改成以兩列JR北海道H100型柴聯車運行的特別快速列車。

## 概要
「鄂霍次克」號列車連接了北海道的道廳所在地札幌市和道東重鎮網走市，於1959年9月開始運行，最初行駛於旭川站和網走站之間，1960年改為自札幌站出發。列車名來自北海道東北部沿海的鄂霍次克海。是日本國有鐵道和JR中唯一源自於俄語的列車名。
2017年3月4日運行圖調整後，鄂霍次克號4個往返班次中，日間運行的2個往返改為「丁香」（札幌至旭川），旭川站轉乘「大雪」（旭川至網走），此後每日只運行2對往返班次。。
由於新型冠狀病毒疫情，旅客量減少，在2021年3月13日的時刻表修訂起，大雪在某些日子暫停行駛。已於2022年恢復每日行駛。2024年12月13日，JR北海道宣布將於2025年3月15日隨著時刻表改點廢除特急大雪號，並改成以兩列JR北海道H100型柴聯車運行的特別快速列車。

## 運行概況
截至2017年3月4日，「鄂霍次克」在札幌至網走間1日運行2個往返；「大雪」在旭川至網走間1日運行2個往返。所需時間為：札幌駅至遠輕間約3小時30分；札幌駅至北見間約4小時30分；札幌至網走間約5小時30分；旭川至網走間約3小時50分。札幌站至新旭川站路段間最高速度為120公里/小時；新旭川站至網走站間為95公里/小時。

### 停車站
札幌 - 岩見澤 - （美唄） - （砂川） - 瀧川 - 深川 - 旭川 - 上川 - （白瀧） - （丸瀨布） - 遠輕 - 生田原 - 留邊蘂 - 北見 - 美幌 - 女滿別 - 網走
- ＝部分列車通過

- 「大雪」全列車在旭川站於開往札幌方面的特急「丁香號」進行接續換乘。

### 使用車輛、編組
使用屬於苗穗運輸所的Kiha 283系柴油动车组運行。列車為3節車廂編組，不設綠色車廂。

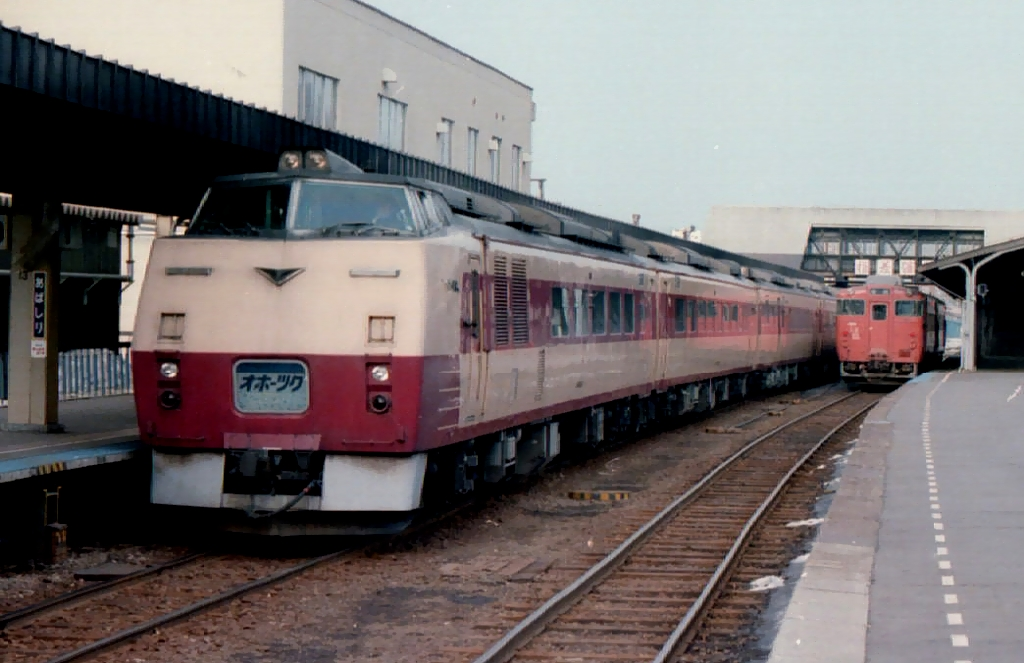
Kiha183系特急「鄂霍次克」（1985年）
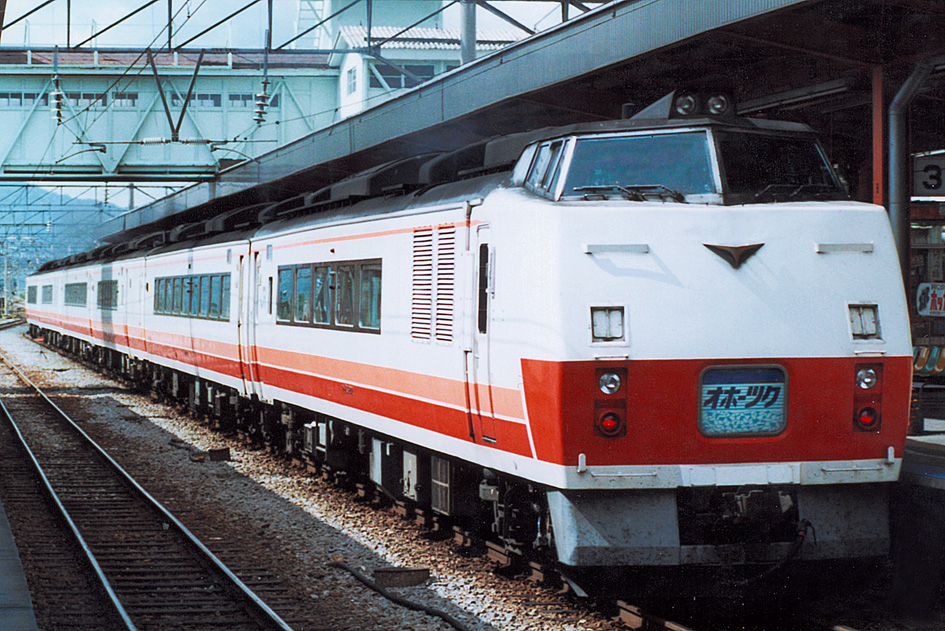
Kiha183系900番台「鄂霍次克號」（1990年）
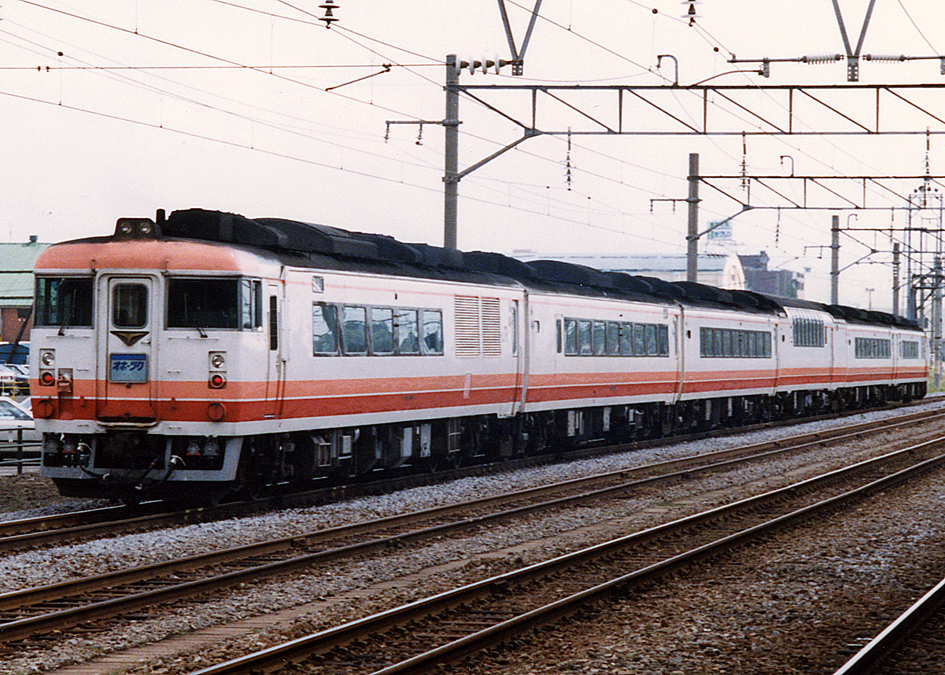
Kiha183系100番台「鄂霍次克號」（1990年）
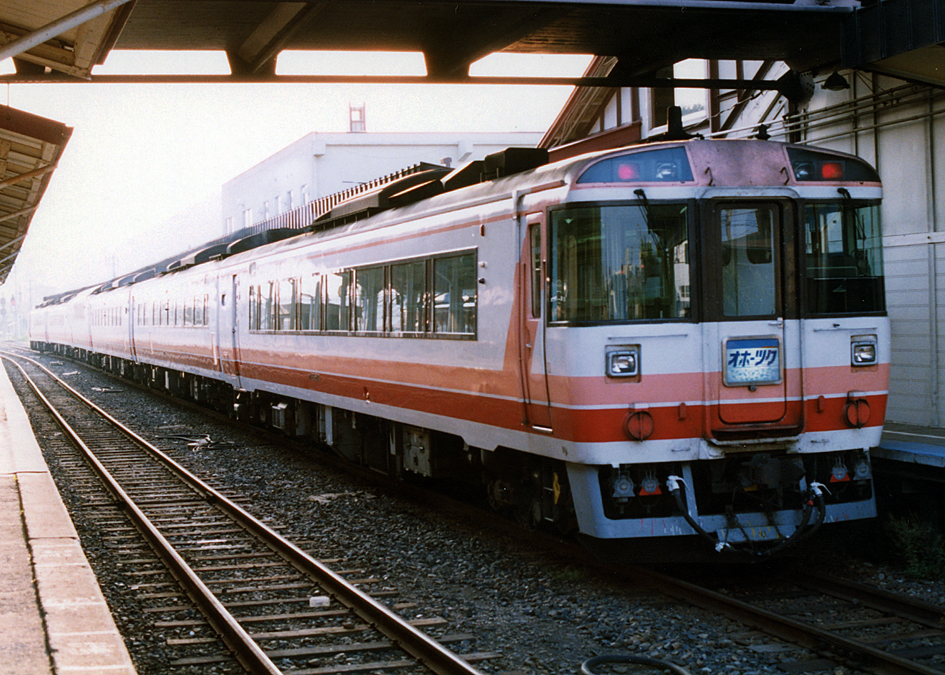
Kiha183系500番台「鄂霍次克號」（1990年）
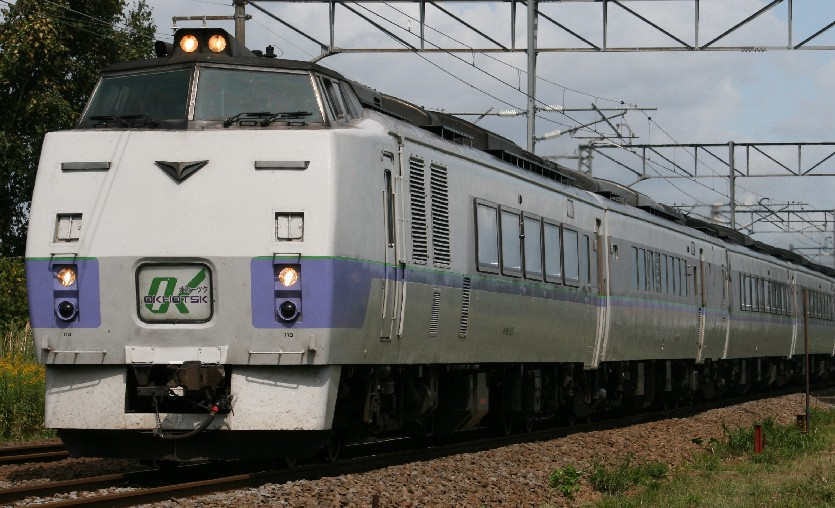
函館本線美唄-光珠内間
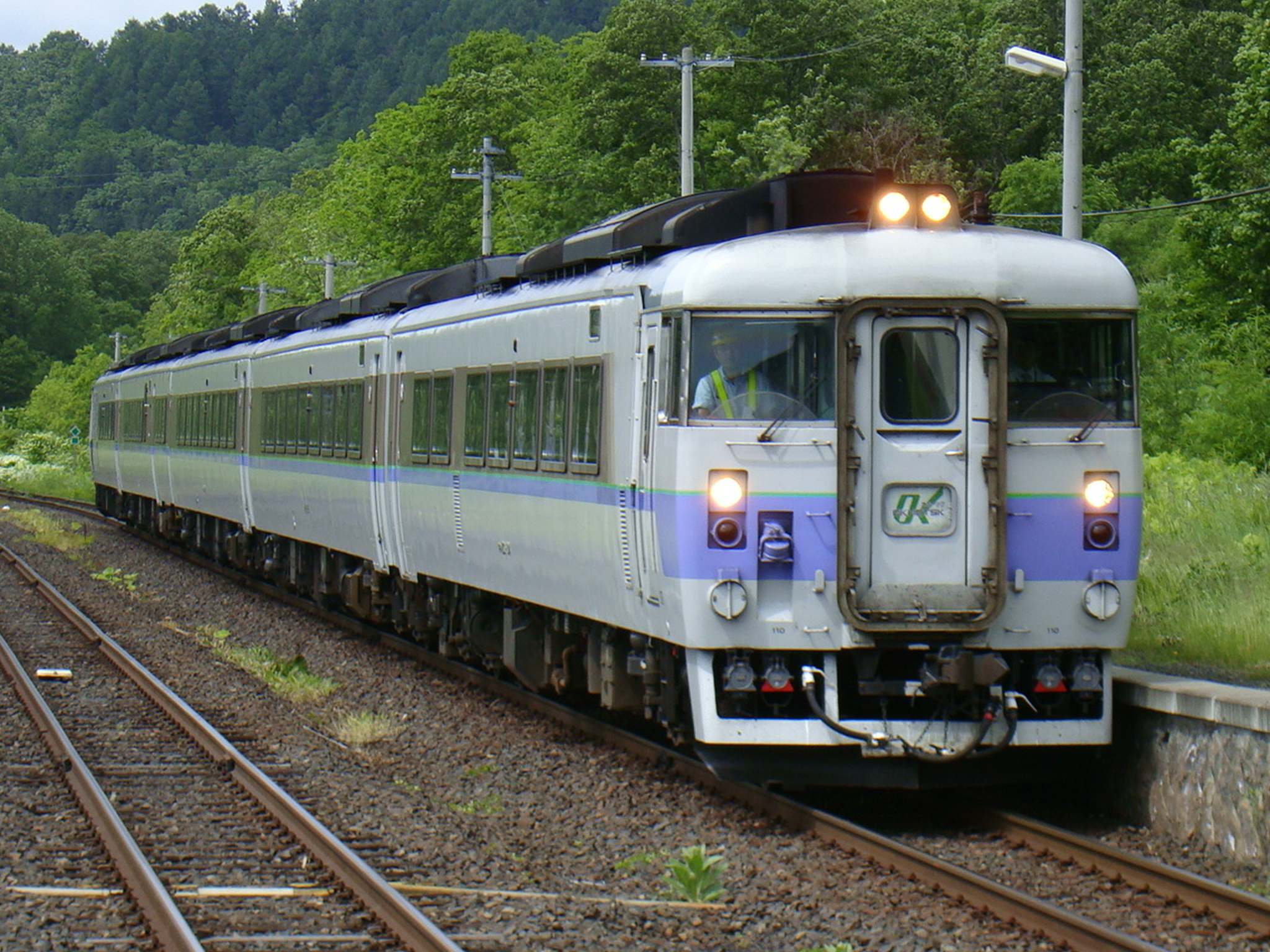
Kiha183系100番台「鄂霍次克號」（2009年）

## 外部連結
- 特急「鄂霍次克」 （页面存档备份，存于）（JR北海道）
- 特急「大雪」 （页面存档备份，存于）（JR北海道）]